# Ефект засновника

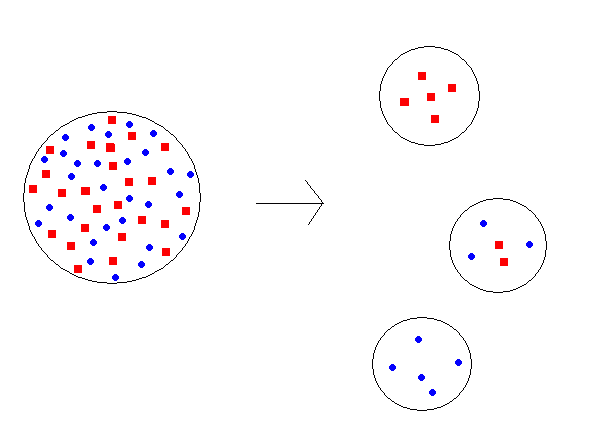
Приклад, що ілюструє ефект засновника. Батьківська популяція − ліворуч, три можливих нових популяції-засновники − праворуч.

Ефе́кт засно́вника, або при́нцип засно́вника — це явище зниження та зміщення генетичного різноманіття при заселенні невеликою кількістю представників даного виду нової географічної території. Термін ввів  Ернст Майр; є варіантом дрейфу генів. 
При такому заселенні невелика кількість вихідних особин, які мають частоти алелів генів (або інших генетичних маркерів), що відхиляються від характерних для виду в середньому, дають початок новим популяціям. В утворених популяціях частоти алелей будуть так само зміщені, як і у вихідній групі особин. Цим принципом пояснюють фенотипічну одноманітність дрібних ізольованих популяцій. 
Ефект засновника має велике значення для філогенетики популяцій − вивчення ступеня спорідненості між популяціями та шляхів розселення видів. Зокрема, при розселенні Drosophila melanogaster  (вид, який має афротропічне походження) у Євразію, відбулася втрата багатьох варіантів хромосомних інверсій, мікросателітних та ізоферментних маркерів.
Ефект засновника має також значення для оцінки шляхів розселення стародавніх людей, а також ступеня спорідненості між сучасними популяціями або народами.
Американські біологи поселили на сім маленьких острівців Багамського архіпелагу по парі ящірок з сусіднього великого острова і чотири роки спостерігали за еволюцією їхніх нащадків. Усі сім популяцій швидко пристосувалися до місцевих умов, що виразилося в укороченні кінцівок. Однак відмінності між ящірками з різних островів, які спостерігалися до кінця експерименту, визначалися не природними умовами на островах, а генетичним спадком пари засновників. Експеримент показав, що «ефект засновника» може вносити помітний вклад у різноманітність острівних популяцій навіть на тлі швидкої спрямованої еволюції під дією відбору.

## Ресурси Інтернету
- Детальний опис вищезазначеного експерименту з ящірками [Архівовано 17 березня 2012 у Wayback Machine.]